# Diocese de Ruy Barbosa
A Diocese de Ruy Barbosa (Dioecesis Ruibarbosensis) é uma circunscrição eclesiástica da Igreja Católica no estado brasileiro da Bahia. Pertence ao Regional Nordeste III da Conferência Nacional dos Bispos do Brasil (CNBB). Sua sede é a cidade de Rui Barbosa.

## História
A diocese foi erigida pela bula Mater Ecclesia do papa João XXIII no dia 14 de novembro de 1959 com território desmembrado da arquidiocese de São Salvador da Bahia e das dioceses de Amargosa, Barra, Bonfim e Caetité. Em 1979 cedeu parte de seu território para a criação da diocese de Irecê.

## Paróquias
Seu território é dividido em 23 paróquias localizadas nos municípios de Andaraí, Baixa Grande, Boa Vista do Tupim, Bonito, Ipirá, Ibiquera, Itaberaba, Itaetê, Lajedinho, Macajuba, Mairi, Miguel Calmon, Mundo Novo, Nova Redenção, Pintadas, Piritiba, Ruy Barbosa, Tapiramutá, Utinga, Várzea do Poço, Várzea da Roça e Wagner.

## Bispos
Ao longo de sua história a diocese teve cinco bispos.
|        | Nome                            | Período   | Notas                     |
| Bispos | Bispos                          | Bispos    | Bispos                    |
| ------ | ------------------------------- | --------- | ------------------------- |
| 5º     | Estevam dos Santos Silva Filho  | 2020 -    | Bispo atual               |
| 4º     | André de Witte                  | 1994-2020 |                           |
| 3º     | Mathias William Schmidt, O.S.B. | 1976-1992 |                           |
| 2º     | José Adelino Dantas             | 1967-1975 |                           |
| 1º     | Epaminondas José de Araújo      | 1959-1966 | Nomeado bispo de Anápolis |